# Chyby (województwo wielkopolskie)
Chyby – wieś w Polsce położona w województwie wielkopolskim, w powiecie poznańskim, w gminie Tarnowo Podgórne. 

## Historia
Nazwa jest patronimiczna i wywodzi się od rodu Chybów, zamieszkujących niegdyś ten rejon. Zapis nazwy wyglądał następująco: Chyby (1388), Chybi (1400), Chiby (1422), Chyby (1880).
Właścicielem lokalnego majątku był w latach międzywojennych angielski filolog i tłumacz - Bernard Massey (1884-1960).
Wieś Chiby położona była w 1580 roku w powiecie poznańskim województwa poznańskiego. W latach 1975-1998 miejscowość administracyjnie należała do województwa poznańskiego. Mała, południowo-wschodnia część Chyb (z zespołem dworsko-parkowym, kaplicą św. Stanisława i przystanią żeglarską) należy do Poznania. Sprawa korekty granicy na tym odcinku wzbudziła duże kontrowersje w 1986.

## Charakter
Wieś położona nad jeziorem Kierskim otoczona polami, od południa opływana przez Przeźmierkę. W bezpośrednim sąsiedztwie jeziora znajdują się domy letniskowe i jednorodzinne wkomponowane w zieleń. W głębi wsi osiedle domów jednorodzinnych. Chyby utrzymują swój agrarny charakter przy drodze na Szamotuły.

## Zabytki
W Chybach znajduje się dwór barokowo-klasycystyczny zbudowany w drugiej połowie XVIII wieku. Dwór przebudowany w 1893 roku i na początku XX wieku. Jest to budowla piętrowa, z wystawkami na obydwóch fasadach. 
W Chybach znajduje się również pomnik przyrody - Aleja Kasztanowa.